# Cộng hòa Firenze
Cộng hòa Firenze (tiếng Ý: Repubblica Fiorentina, phát âm là [reˈpubblika fjorenˈtiːna]), là một nhà nước Trung cổ và Cận đại, với trung tâm là thành phố Firenze thuộc vùng Toscana, Ý ngày nay. Nền cộng hoà bắt đầu từ năm 1115, khi người dân Florence nổi dậy chống lại Phiên bá quốc Toscana sau cái chết của Matilda xứ Tosscana (Hoàng tộc Canossa), người kiểm soát các vùng lãnh thổ rộng lớn bao gồm cả Florence. Người Florence đã thành lập một công xã thay cho sự cai trị thế tục của Nhà Canossa. Nước cộng hoà được cai trị bởi một hội đồng được gọi là Signoria của Florence. Signoria được chọn ra bởi gonfaloniere (người cai trị chính thức của thành phố), người được các Phường hội của Florence bầu chọn 2 tháng một lần.
Nước cộng hoà có một lịch sử dày đặc về các cuộc đảo chính và phản đảo chính chống lại các phe phái khác nhau. Phe Medici giành được quyền cai trị thành phố vào năm 1434 dưới thời Cosimo de' Medici. Nhà Medici giữ quyền kiểm soát Florence cho đến năm 1494. Giovanni de 'Medici (sau này là Giáo hoàng Leo X) tái chinh phục nước cộng hoà vào năm 1512.
Florence phản kháng lại sự cai trị của Nhà Medici lần thứ 2 vào năm 1527, trong Chiến tranh của Liên đoàn Cognac. Người Nhà Medici tái lập quyền cai trị của họ vào năm 1531 sau cuộc vây hãm thành phố kéo dài 11 tháng với sự hỗ trợ của Karl V của Thánh chế La Mã. Vị Giáo hoàng đương nhiệm lúc bấy giờ là Clêmentê VII cũng là người Nhà Medici, ông đã bổ nhiệm Alessandro de' Medici làm Công tước đầu tiên của Cộng hoà Florence, từ đó chuyển đổi nền cộng hoà tại Florence thành Chế độ quân chủ cha truyền con nối.
Vị công tước thứ 2 của Florence là Cosimo I đã cho thành lập một lực lượng hải quân hùng mạnh và mở rộng lãnh thổ của mình bằng cách chinh phục Cộng hoà Siena. Năm 1569, Giáo hoàng tuyên bố Cosimo I của Florence trở thành Đại công tước của Toscana. Nhà Medici cai trị Đại công quốc Toscana cho đến năm 1737.

## Bối cảnh

Italy năm 1084, với lãnh thổ của Phiên bá quốc Toscana.

Thành phố Florence được thành lập vào năm 59 trước công nguyên bởi Julius Caesar. Kể từ năm 846 sau công nguyên, thành phố là một phần của Công quốc Toscana, sau cái chết của Nữ hầu quốc Matilda của Toscana vào năm 1115, người dân Florence không còn chịu thần phục người kế vị của bà là Rabodo (1116 - 1119), người đã tử trận trong một trận chiến nhầm đánh chiếm lại Florence.
Người ta không biết chính xác khi nào Florence thành lập chính phủ cộng hoà, mặc dù cái chết của Rabodo vào năm 1119 chính là một bước ngoặt quan trọng. Các thư tịch lần đầu tiên được nhắc đến cái tên Cộng hoà Florence là vào năm 1138, khi một số thành phố xung quanh Toscana thành lập liên minh chống lại Henry X của Bayern. Florence trên danh nghĩa là một phần của Đế chế La Mã Thần thánh.
Theo một nghiên cứu được thực hiện bởi Enrico Faini đến từ Đại học Florence, có khoảng 15 gia đình quý tộc cũ chuyển đến Florence từ năm 1000 đến năm 1100: Amidei; Ardinghi; Brunelleschi; Buondelmonti; Caponsacchi; Donati; Fifanti; Gherardini của Montagliari; Guidi; Nerli; Porcelli; Sacchetti; Scolari; Uberti; và Visdomini.